# Cratere Nyogari
Nyogari  è un cratere sulla superficie di Venere.